# NGC 5351
NGC 5351 é uma galáxia espiral barrada (SBb) localizada na direcção da constelação de Canes Venatici. Possui uma declinação de +37° 54' 54" e uma ascensão recta de 13 horas, 53 minutos e 28,0 segundos.
A galáxia NGC 5351 foi descoberta em 16 de Maio de 1787 por William Herschel.